# Söderhamns Järnväg
Söderhamns Järnväg var en järnvägslinje mellan Söderhamn och Bergvik i Hälsingland, Söderhamns första järnväg, vilken öppnades 1861 och upphörde 1885. Banan, som var 15 km lång och hade en spårvidd på 1217 mm, var en del av ett kombinerat järnvägs- och sjötransportsystem mellan Söderhamn och Bollnäs och trafikerades därför endast under seglationsperioden. Järnvägen slutade vid Bergvik varefter ångbåtar gick över sjön Bergviken till Landafors. Förbindelsen fortsatte med Landabanan, en bana med hästdrift och 891 mm spårvidd, förbi Landaforsen. Den sista etappen skedde med ångbåt på Ljusnan och över sjön Varpen.
Söderhamns Järnväg förkortas ibland ShJ, men denna beteckning har införts av Svenska Järnvägsklubben och användes aldrig som officiell signatur för banan då den existerade.

## Bakgrund
Redan i början av 1850-talet hade man börjat diskutera en förbindelse mellan de bördiga trakterna kring Bollnäs och kusten. Förhandlingarna startade i augusti 1853, då ett möte hölls i Söderhamn med landshövding Lars Magnus Lagerheim som ordförande. Brukspatron Carl Anton Rettig och förste lantmätaren Per Henrik Widmark framställde då olika förslag till en dylik förbindelse och en provisorisk direktion med Rettig som självskriven ledamot tillsattes. Något ytterligare steg framåt togs emellertid inte förrän i januari 1856, då ett möte anordnades i Söderhamns rådhus för de som var intresserade av en järnväg mellan Söderhamnsfjärden och Bergvik och mellan Landafors och Varpen. Aktieteckningen gick med rekordfart och på sommaren samma år beviljade ständerna banan ett lån på 500 000 riksdaler.

## Anläggning och trafikstart

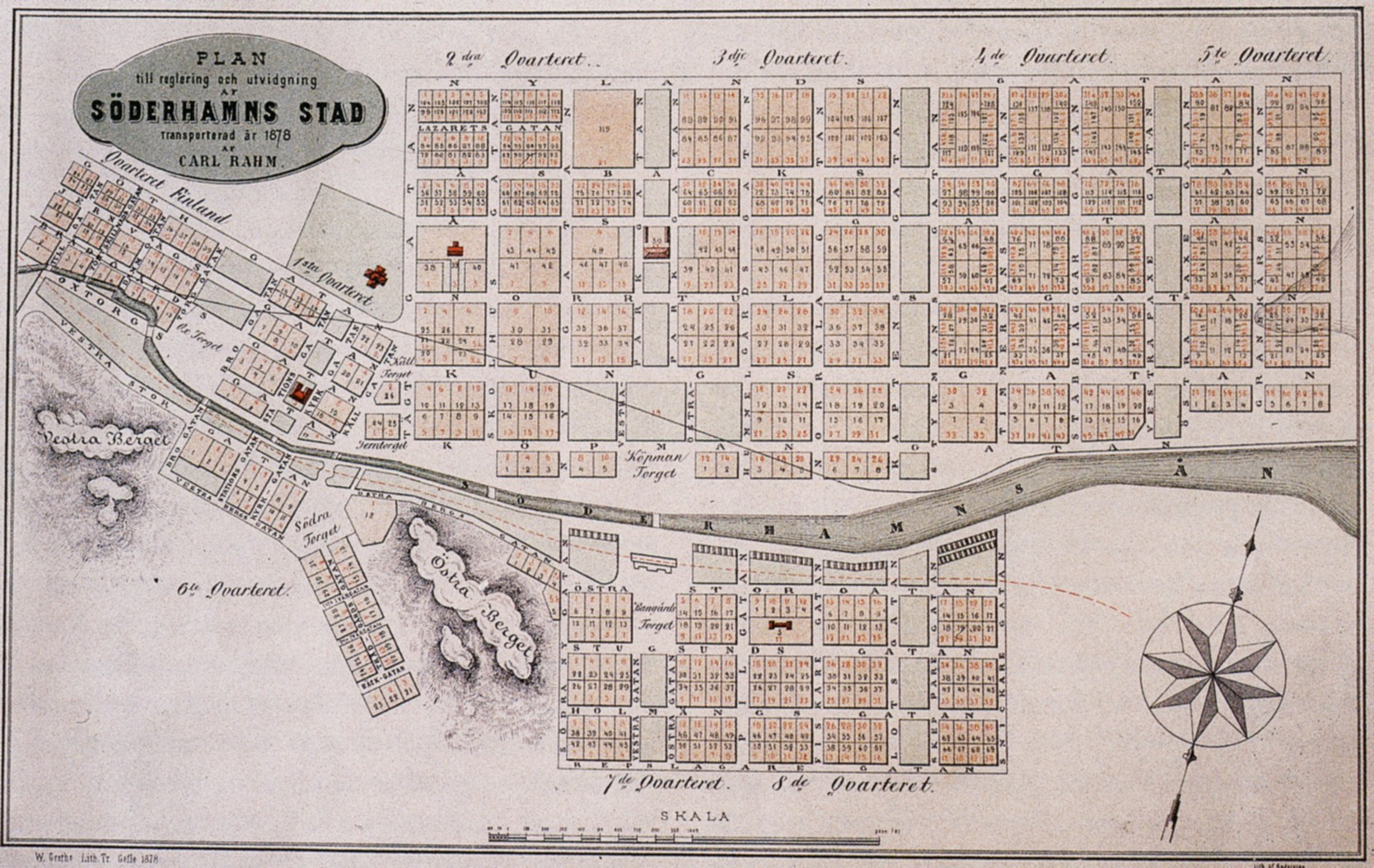
I denna stadsplan för Söderhamn från 1876 är Söderhamns Järnvägs sträckning norr om Söderhamnsån utsatt. Järnvägsstationen var belägen nära Ulrika Eleonora kyrka (i kartans nordvästra del). Observera att området kring nuvarande Köpmantorget då ännu var obebyggt och bestod av stora brädgårdar.

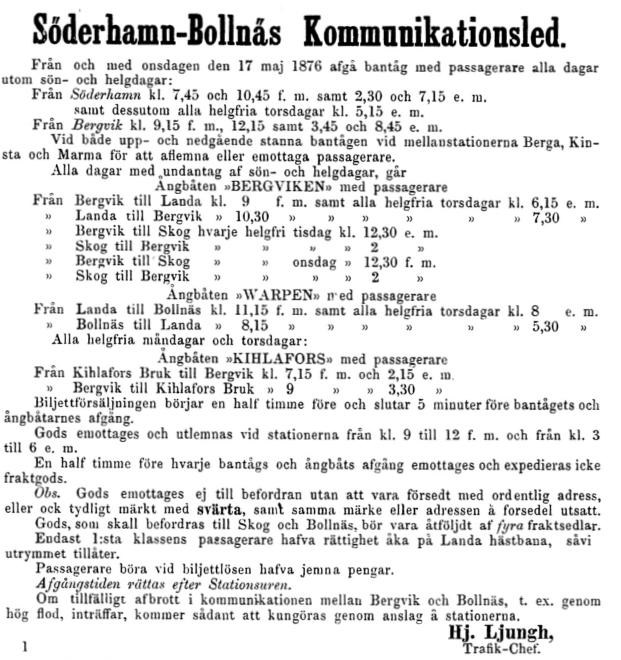
Tidtabell publicerad i Bollnäs Tidning den 15 juli 1876.

Söderhamns Jernvägs Aktiebolag stadfästes den 17 september 1858. I styrelsen ingick, dels de nämnda Rettig och Widmark, dels grosshandlaren och rådmannen Johan Gustaf Brolin i Stugsund samt rådman Per Abraham Sundh (född 1811, död 1878) och major Sven Peter Bergman. Brolin blev även verkställande direktör för bolaget under hela dess existens. Byggandet inleddes redan den 27 september samma år under ledning av dåvarande löjtnanten Claes Adolf Adelsköld. Bansträckningen följde inte helt dagens järnväg. Invigningen ägde rum den 15 september 1861 och förrättades av landshövding Ferdinand Asker och chefen för Väg- och vattenbyggnadskåren, Otto Modig. Adelsköld ingick för övrigt äktenskap med Brolins dotter Sara Gustafva samma år.
Ursprungligen fanns två fyrkopplade ånglok, vilka var byggda av Nyköpings Mekaniska Verkstad, och fick namnen J.G. Brolin och P.H. Widmark. Det fanns även tre kombinerade första- och andraklass personvagnar samt 60 godsvagnar. Senare inköptes bland annat fyra sexkopplade ånglok, vilka fick namnen P.C. Rettig, Söderhamn, Thor och Sleipner och ytterligare 162 godsvagnar. På hästbanan mellan Landa och Edsänge upprätthölls trafiken med två tredje klass personvagnar och tre godsvagnar.
På sjön Bergviken gick hjulångaren "Christian", som senare såldes till Kilafors bruk, och ångbåten "Bergviken", 33 meter lång, sex meter bred och en maskin på cirka 30 hästkrafter, medan sjön Varpen trafikerades med en mindre ångbåt, "Varpen". Vidare fanns ett antal lastpråmar.
Den totala restiden för den fem mil långa sträckan mellan Söderhamn och Bollnäs uppgick till sju timmar, men tillkomsten av förbindelsen innebar ändå ett stort framsteg jämfört med att färdas med hästskjuts på dåliga vägar.

## Avveckling
År 1878 fullbordades Norra stambanans sträckning förbi Kilafors till Bollnäs med ett sidospår till en hamn vid sjön Bergviken och den 23 november samma år nedlades trafiken på hästbanan och resten av leden till Bollnäs. Båttrafiken gick därefter mellan Bergvik och Kilafors nedre.
Banan mellan Söderhamn och Bergvik köptes av Svenska staten 1885 för 400 000 kr och kvarvarande statslån på 291 764 kr avskrevs.. Trafiken på den smalspåriga järnvägen upphörde den 15 november 1885. Kilafors till Bergvik på den normalspåriga Statsbanan Kilafors-Stugsund öppnade den 15 december 1885. Efter ombyggnad till normalspår och delvis omläggning av bansträckningen öppnades resten av statsbanan mellan Kilafors och Söderhamn, med en ny järnvägsstation (sedermera benämnd Söderhamns centralstation) söder om Söderhamnsån, och vidare till stadens huvudhamn vid Stugsund den 17 maj 1886.
Söderhamns äldsta järnvägsstation, uppförd 1861 för Söderhamns Järnväg och belägen vid Rektorsgatan norr om Söderhamnsån, blev efter nedläggningen 1885 rektorsbostad och har senare använts av bland annat delar av stadens förvaltning. Efter att ha varit rivningshotad under 1960-talet byggnadsminnesförklarades den tidigare stationsbyggnaden i februari 2000.

## Galleri

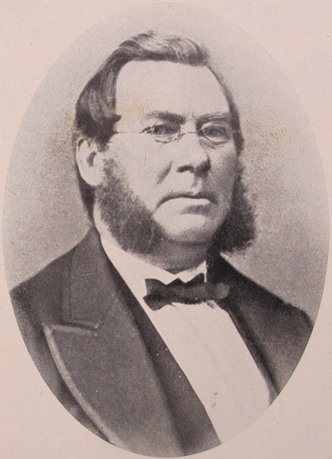
Per Abraham Sundh
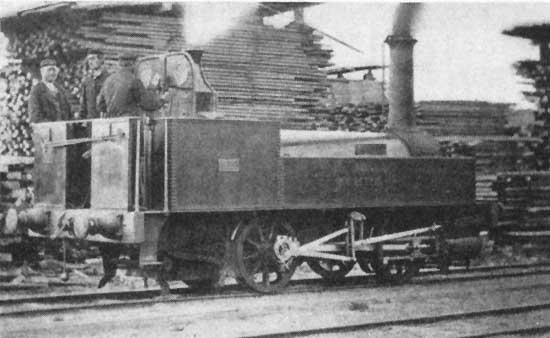
Ångloket P.C. Rettig i slutet av 1860-talet
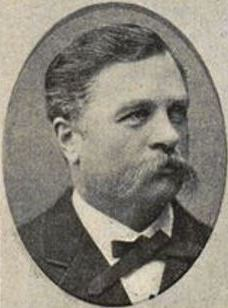
Hjalmar Ljungh, trafikchef 1872-1885